# Biografielijst Wc

## Wc
- WC, pseudoniem van William L. Calhoun, Jr., (1970), Amerikaans rapper

## Wch
- Franziska Kinsky von Wchinitz und Tettau (1813-1881), vorstin van Liechtenstein
- Marie Kinsky von Wchinitz und Tettau (1940), echtgenote van Vorst Hans Adam II van Liechtenstein